# Joezjny (televisieprogramma)
Joezjny was een satirisch actualiteitenprogramma uit Nederland, uitgezonden op Comedy Central. De titel refereert aan het gelijknamige Russische eiland, dat sinds de jaren vijftig vooral wordt gebruikt als testterrein voor kernproeven. Bij Comedy Central bracht Joezjny dan ook “op explosieve wijze merkwaardig nieuws en geruchtmakende affaires aan het licht”.
De afleveringen duurden ongeveer 10 minuten en werden wekelijks uitgezonden.